# Nispa
Nispa barbatus es una especie de araña araneomorfa de la familia Linyphiidae. Es el único miembro del género monotípico Nispa.

## Distribución
Es un endemismo de Rusia, donde se encuentran en las islas de Sajalín y Kuriles.